# Batu Bandung (Muara Kemumu)
Batu Bandung is een bestuurslaag in het regentschap Kepahiang van de provincie Bengkulu, Indonesië. Batu Bandung telt 2958 inwoners (volkstelling 2010).